# Фототехническая плёнка
Фототехническая плёнка — светочувствительный материал, предназначенный для репродукционных работ и для изготовления фотошаблонов и фотоформ, главным образом, в полиграфии и фотолитографии. Фототехнические плёнки выпускаются преимущественно листовыми, часто на безусадочной лавсановой подложке.

## Ассортимент
Характерной особенностью фототехнических плёнок являются очень высокие коэффициент контрастности и максимальная оптическая плотность. Последнее необходимо в полиграфии для точного воспроизведения мелких шрифтов и растровых изображений. Большинство фототехнических плёнок содержат один светочувствительный слой и окрашенный противоореольный подслой, обесцвечивающийся при лабораторной обработке. Маркировка советских и российских фототехнических плёнок начинается с букв «ФТ» и оканчивается цифрами, первая из которых (две первых при трёхзначном индексе) обозначает приближённое значение коэффициента контрастности, а последняя — степень сенсибилизации. При этом «0» обозначает несенсибилизированную фотоэмульсию, «1» — ортохроматическую и «2» — изопанхроматическую. Буквы в конце обозначают особенности плёнки, например «П» соответствует лавсановой подложке, являясь первой буквой слова «полиэтилентерефталат». Советская промышленность выпускала широкий ассортимент фототехнических плёнок»:
| Марка  | S, ед. ГОСТ | Коэффициент контрастности | Плотность вуали | Разрешение, лин/мм | Максимальная плотность |
| ------ | ----------- | ------------------------- | --------------- | ------------------ | ---------------------- |
| ФТ-10  | 11—22       | 1,3                       | 0,1             | 100                | 2                      |
| ФТ-11  | 16—32       | 1,0                       | 0,1             | 100                | 1,8                    |
| ФТ-12  | 65—130      | 1,0                       | 0,15            | 73                 | 2,2                    |
| ФТ-20  | 4—11        | 2,2                       | 0,1             | 100                | 3                      |
| ФТ-22  | 8           | 2                         | 0,12            | 100                | 3                      |
| ФТ-30  | 1—2         | 3,2                       | 0,06            | 115                | 3                      |
| ФТ-31  | 8—22        | 3,2                       | 0,08            | 115                | 3                      |
| ФТ-32  | 16—32       | 3,2                       | 0,08            | 115                | 3                      |
| ФТ-41П | 0,6—1,2     | 5,5                       | 0,05            | 115                | 3                      |
| ФТ-101 | 0,2—0,4     | 10                        | 0,06            | 250                | 3,6                    |

В настоящее время единственным производителем фототехнических плёнок в России остаётся казанское ГК «Тасма». Кроме отечественных сортов на рынке доступны фототехнические плёнки Agfa, Kodak, Fujifilm и других иностранных производителей.

## Прикладное применение
Высокое качество подложки и стабильные характеристики позволяли применять фототехнические плёнки для печати прозрачных позитивов фотографий, рисунков и диаграмм, предназначенных для проекции на большой экран во время презентаций.
Благодаря высоким контрастности и оптической плотности плёнки также широко использовались в художественной фотографии для промежуточного контратипирования при создании масок для фотопечати и фотомонтажей. 
Кроме того, этот вид фотоматериалов был необходим для творческих приёмов, таких как псевдосоляризация, изогелия, изополихромия и других. Изогелия и изополихромия в особенности требовали высокого контраста промежуточных эквиденсит, лишённых каких-либо полутонов. Результат мог быть достигнут как многократным контратипированием, так и единичным копированием на сверхконтрастном фотоматериале, в качестве которого лучше всего подходили фототехнические плёнки «ФТ-41» и особенно «ФТ-101П».
Фотопечать полученных сверхконтрастных эквиденсит на цветной фотобумаге через цветные светофильтры позволяла получать цветное изображение, напоминающее плакатную графику, даже с чёрно-белого негатива.